# Barrolândia
Barrolândia este un oraș în Tocantins (TO), Brazilia.